# Val Thorens
Val Thorens es una localidad del Valle de Tarentaise en Saboya, Francia. Forma parte de la zona de los tres valles del esquí, unos 600 kilómetros de pistas esquiables, la mayor zona para esquí del mundo.
Val Thorens formó parte de la Copa del Mundo de Esquí Acrobático de 2018.